# 羅景民
羅景民（韓語：라경민，1976年11月25日—），韓國女子羽球運動員。

## 生涯
羅景民曾代表韓國參加2004年夏季奧林匹克運動會羽毛球比賽。在女雙比賽中，她與李敬元的組合首回合輪空，第二回合擊敗丹麥組合佩妮萊·哈德與梅特·施約達格。四分之一決賽中羅/李組合以15-5, 15-2擊敗荷蘭的洛蒂·乔纳森斯與張海麗。在半決賽中以15-6, 15-4敗給中华人民共和国的張潔雯與楊維，但隨後以10-15, 15-9, 15-7擊敗中國的趙婷婷與魏軼力而獲得銅牌。
羅景民也與隊友金東文參加混雙比賽。他們首回合輪空，然後在第二回合擊敗荷蘭的Chris Bruil與洛蒂·乔纳森斯。在四分之一決賽中，羅/金組合以17-14, 15-8敗給丹麥的乔纳斯·拉斯姆森與麗克·歐爾森。
羅景民在2004年雅典奥运会后退役，此後两年，她開始出任国家队的助理教练及Daekyo队的非全职教练。

## 個人生活
羅景民和金東文從1996年夏季奥林匹克运动会後開始成為混雙搭檔，曾創造了賽季14項大獎賽連續奪冠的紀錄，長居世界排名第一位，並成為國際羽聯年度最佳球員。在2004年夏季奥林匹克运动会後，羅景民、金東文相繼淡出羽壇。
退役後，羅景民與她的混雙搭擋金東文在2005年12月結婚，二人婚後移居加拿大卡尔加里，並在那裡誕下兩名小孩。
2011年，羅景民回国出任韩国Daekyo职业队的教练。

## 主要比賽成績
只列出曾進入準決賽的國際賽事成績：
| 年份   | 賽事                     | 公開賽級別 | 項目     | 搭檔   | 成績   |
| ------ | ------------------------ | ---------- | -------- | ------ | ------ |
| 1994年 | 新加坡羽毛球公開賽       |            | 女子單打 | －     | 冠軍   |
| 1996年 | 香港羽毛球公開賽         |            | 女子單打 | －     | 準決賽 |
| 2001年 | 亞洲羽毛球錦標賽         | 其他       | 混合雙打 | 金东文 | 冠軍   |
| 2001年 | 香港羽毛球公開賽         |            | 混合雙打 | 金东文 | 冠軍   |
| 2003年 | 亞洲羽毛球錦標賽         | 其他       | 女子雙打 | 李敬元 | 冠軍   |
| 2004年 | 全英羽毛球公開賽         |            | 女子雙打 | 李敬元 | 準決賽 |
| 2004年 | 全英羽毛球公開賽         | 混合雙打   | 金东文   | 冠軍   |        |
| 2004年 | 亞洲羽毛球錦標賽         | 其他       | 混合雙打 | 金东文 | 冠軍   |
| 2004年 | 奧林匹克運動會羽毛球比賽 | 其他       | 女子雙打 | 李敬元 | 銅牌   |

### 奧運會和世錦賽參賽紀錄
|          | 搭檔   | 2004 |
| -------- | ------ | ---- |
| 女子雙打 | 李敬元 | 銅牌 |
|          |        |      |
| 混合雙打 | 金东文 | 8強  |